# حالت خلأ
در نظریه میدان کوانتومی، حالت خلأ، حالت کوانتومی با کمترین انرژی ممکن است. به‌طور عمومی دربرگیرنده هیچ ذره‌ای نیست. گاهی از اصطلاح میدان نقطه صفر بعنوان هم‌معنی برای حالت خلأ یک میدان کوانتیزه‌شده یکتا استفاده می‌شود.
طبق درکی که امروزه از آنچه حالت خلأ یا خلأ کوانتومی نامیده می‌شود، به دست آورده‌ایم، به‌هیچ عنوان نمی‌توان آن را به‌سادگی، فضای خالی دانست و این اشتباهست که تصور شود، خلاء فیزیکی، یک پوچی مطلقاً خالی است. بنا بر مکانیک کوانتومی، حالت خلأ نه تنها واقعاً خالی نیست، بلکه شامل امواج الکترومغناطیسی و ذرات گذراست که مرتباً به وجود می‌آیند و از بین می‌روند.
خلاء الکترودینامیکی (خلاء QED) مربوط بهالکترودینامیک کوانتومی (QED) نخستین خلاء نظریه میدان کوانتومی بود که مطرح شد. QED در دهه ۱۹۳۰ به وجود آمد و در اوخر دهه ۱۹۴۰ و اوایل دهه ۱۹۵۰، توسط فاینمن، توموناگا و شوینگر که مشترکاًجایزه نوبل فیزیک سال ۱۹۶۵ را دریافت نمودند، مجدداً فرمول‌بندی شد. امروزه برهم‌کنش‌های الکترومغناطیس و برهم‌کنش‌هایهسته‌ای ضعیف در قالب نظریه برهم‌کنش الکتروضعیف یکپارچه شده‌اند.
مدل استاندارد تعمیم کار انجام‌شده در الکترودینامیک کوانتومی برای دربرگرفتن همهذرات بنیادی شناخته‌شده و برهم‌کنش‌های آنهاست (به جز گرانش). کرومودینامیک کوانتومی (QCD)، آن بخش از مدل استاندارد است که با برهم‌کنش‌های قوی سروکار دارد و خلاء QCD، خلاء کرومودینامیک کوانتومی است که موضوع مورد مطالعه در برخورددهنده بزرگ هادرونی و برخورددهنده یون سنگین نسبیتی است و با آنچه ساختار خلاء برهم‌کنش‌های قوی نامیده می‌شود، مرتبط است.

## مقدار چشم‌داشتی غیر صفر
اگر بتوان نظریه میدان کوانتومی را با دقت از طریقنظریه اختلال توصیف نمود، ویژگی‌های خلاء مشابه ویژگی‌های حالت پایه یک نوسانگر هماهنگ مکانیک کوانتومی (یا به عبارت دقیق‌تر، حالت پایه یک مسئله مکانیک کوانتومی) است. در این مورد مقدار چشم‌داشتی خلاء (VEV) هر عملگر میدانی، صفر می‌شود. برای نظریه‌های میدان کوانتومی که در آن‌ها نظریه اختلال در انرژی‌های پایین با شکست روبه‌رو می‌شود، (مثلاً کرومودینامیک کوانتومی یا نظریه بی‌سی‌اس ابررسانایی) عملگرهای میدان می‌توانند مقادیر چشم‌داشتی غیر صفر داشته باشند که به آن چگال می‌گویند. در مدل استاندارد، مقدار چشم‌داشتی غیر صفر میدان هیگز، که از شکست خودبخودی تقارن ناشی می‌شود، ساز و کاری است که توسط آن سایر میدان‌های این نظریه، جرم به دست می‌آورند.

## انرژی
در بسیاری از موقعیت‌ها می‌توان حالت خلاء را طوری تعریف کرد که انرژی آن صفر باشد، اگرچه که در واقعیت، موضوع بسیار ریزبینانه‌تر است. حالت خلاء با یک انرژی نقطه صفر مرتبط است و این انرژی نقطه صفر آثاری قابل اندازه‌گیری دارد. در آزمایشگاه‌ها به صورتاثر کاسیمیر قابل آشکارسازی است. در کیهان‌شناسی فیزیکی، انرژی خلاء کیهان‌شناختی به شکل ثابت کیهانی خود را نشان می‌دهد. در واقع انرژی یک سانتیمتر مکعب فضای خالی، به شکل تلویحی، یک تریلیونیم ارگ (یا ۰.۶ الکترون‌ولت) اندازه‌گیری شده‌است. یکی از ضروریات مهم تحمیل شده بر نظریه‌ای که پتانسیل نظریه همه‌چیز بودن را داشته باشد، این است که انرژی حالت خلاء کوانتومی باید بتواند ثابت کیهانی مشاهده‌شده را توضیح دهد.

## تقارن
در یک نظریه میدان نسبیتی، خلاء یک ناوردای پوانکاره است که از اصول موضع وایتمن پیروی می‌کند اما بدون این اصول نیز مستقیماً قابل اثبات است. ناوردایی پوانکاره‌ای ایجاب می‌کند که تنها ترکیبات نرده‌ای عملگرهای میدان می‌توانند مقدار چشم‌داشتی خلاء غیر صفر داشته باشند. مقدار چشم‌داشتی غیرصفر خلاء می‌تواند برخی تقارن‌های درونی لاگرانژین نظریه میدان را بشکند. در این موردخلاء تقارن کمتری از آنچه نظریه اجازه می‌دهد، خواهد داشت و می‌توان گفت که شکست خودبه‌خودی تقارن رخ داده‌است. رجوع کنید به سازوکار هیگز ومدل استاندارد

## گذردهی الکتریکی
اصلاحات کوانتومی در معادلات ماکسول می‌توانند باعث شوند که گذردهی الکتریکی تجربی ε  حالت خلاء با مقدار نرده‌ای ε0 ثابت گذردهی خلأ اختلاف پیدا کند. به‌طور ویژه نظریه الکترودینامیک کوانتومی پیش‌بینی می‌کند که خلاء QED باید آثار غیرخطی از خود نمایش دهد که باعث می‌شوند مانند یک ماده شکست مضاعف رفتار کند که ε آن برای میدان‌های الکتریکی بسیار بزرگ، کمی بزرگتر از ε0 است توضیحاتی پدیده دورنگی در فیزیک ذرات، خارج از الکترودینامیک کوانتومی هم پیشنهاد شده‌اند تلاش‌های در جریان برای اندازه‌گیری چنین آثاری تا کنون بی‌نتیجه مانده است

## نمادگذاری
حالت خلاء به شکل  {\displaystyle |0\rangle } یا  {\displaystyle |\rangle } نمایش داده می‌شود. مقدار چشم‌داشتی خلاء ( همچنین ببینید : مقدار چشم‌داشتی) هر میدان φ را باید به صورت {\displaystyle \langle 0|\phi |0\rangle } نوشت اما معمولاً به شکل {\displaystyle \langle \phi \rangle } خلاصه می‌شود.

## ذرات مجازی
وجود ذرات مجازی را می‌توان به شکلی مستحکم، برپایه ناجابه‌جایی میدان‌های الکترومغناطیسی کوانتیزه شده، استوار نمود. ناجابه‌جایی بدین معناست که اگرچه مقادیر میانگین میدان‌ها در یک خلاء کوانتومی صفر می‌شوند، واریانس‌های آن‌ها صفر نمی‌شود. اصطلاح «نوسانات خلاء» به واریانس قدرت میدان در حالت انرژی مینیمال اشاره می‌کند و به روشنی به عنوان مدرکی بر وجود «ذرات مجازی» توصیف می‌شود.
تلاشهایی بدین منظور انجام شده‌اند که تصویری شهودی از ذرات مجازی با استفاده از اصل عدم قطعیت انرژی-زمان هایزنبرگ ارائه داده شود:
{\displaystyle \Delta E\Delta t\geq \hbar \ ,}
(که ΔE و  Δt به ترتیب تغییرات انرژی و زمان هستند؛ ΔE دقت در اندازه‌گیری انرژی است و Δt مدت زمان اندازه‌گیری و ħ ثابت پلانک تقسیم بر 2π می‌باشد) و در ادامه اینگونه استدلال می‌شود که طول عمر کوتاه ذرات مجازی اجازه «قرض گرفتن» میزان زیادی انرژی از خلاء را می‌دهد و بدین ترتیب امکان پیدایش ذره برای مدت زمان‌ها کوتاه را فراهم می‌سازد.
اگرچه پدیده ذرات مجازی مورد پذیرش قرار گرفته‌است، این تفسیر از رابطه عدم قطعیت انرژی-زمان جهانشمول نیست. یکی از مشکلات آن در اینجاست که از یک رابطه عدم قطعیت که دقت اندازه‌گیری را محدود می‌کند، طوری استفاده شده که گویا یک عدم قطعیت زمانی Δt، بودجه‌ای را برای قرض گرفتن انرژی ΔE تعیین می‌کند. مشکل دیگر معنی زمان در این رابطه است، زیرا انرژی و زمان (برخلاف موقعیت q و تکانه p) در یک رابطه جابجایی متعارف (مانند [q, p] = i ħ) صدق نمی‌کنند.